# Blankeweer
Blankeweer is een buurtschap in de gemeente Groningen. Het ligt aan de weg van Glimmen naar Noordlaren. Er heeft vroeger een versterking gelegen. Later werd er een landhuis gebouwd met deze naam en nog later een café. Alleen het landhuis resteert nog als herberg De Blankehoeve.

## Versterking
Blankeweer, ook wel 'Blankeborg' genoemd, was oorspronkelijk de naam van een versterking die in 1400 door Frederik van Blankenheim de toenmalige bisschop van het bisdom Utrecht gebouwd werd op of nabij (ten westen van) de vroegere ringwalburcht of mottekasteel Nutspete (ook Mitspete of Lare en later mogelijk het Bolwerk genoemd), die al genoemd werd in 1227. Waarschijnlijk was deze oudere versterking bij de bouw dusdanig verwoest dat het geen zin had om deze weer op te bouwen, waarop Van Blankenheim voor een nieuwe plek 'op de weer' (weer = hoogte) koos. De versterking stond mogelijk op de plek van het weiland direct ten noorden van de Beslotenveenseweg en ten westen van de Zuidlaarderweg, ten noorden van de huidige herberg 'De Blankehoeve' (tussen Beslotenveenseweg 1 en 2). In de bodem zijn hiervan echter geen resten teruggevonden. Een andere locatie die door Overdiep wordt genoemd was aan noordzijde van de Besloten Venen, ter hoogte van de Kleine Poll (Zuidlaarderweg 26, Glimmen). Hier zouden twee landweren haaks op de weg zijn aangelegd; een ten noorden van de Zuidlaarderweg-Pollselaan en een ten noorden van de Vogelzangsteeg. De bron hiervoor is de (mogelijk enigszins door Sicke Benninge bewerkte) kroniek van Lemego van Johan Lemego uit de jaren 1420, waarin staat "...ende soe leet hie maecken / een starrick blockhues toe der Blanckerweer mit II offte III landtweren." Deze landweren bevonden zich mogelijk aan noord- en zuidzijde van de Besloten Venen, direct ten noorden van het Bolwerk. Op de AHN-reliëfkaart zijn op deze plekken contouren zichtbaar die hierop kunnen wijzen. In 2016 werd bij een sleuvenonderzoek hun aanwezigheid inderdaad aangetoond.
Blankeweer was mede bedoeld om controle uit te oefenen over de toegangsweg naar Groningen. De bisschop was bovendien in conflict met de stad. Een andere dwangburcht die hij hiervoor liet bouwen was de Blankenvoorde aan de Drentsche Aa. In 1405 werd het geschil voorlopig bijgelegd. De stadjers wisten de versterking in 1516 in te nemen. De heerschappij van de bisschop over Groningen was toen al een volstrekt theoretische geworden. De sterkte zou in 1580 nog zijn hersteld door George van Lalaing (graaf van Rennenberg), maar daarna alsnog zijn vernietigd.

## Herberg

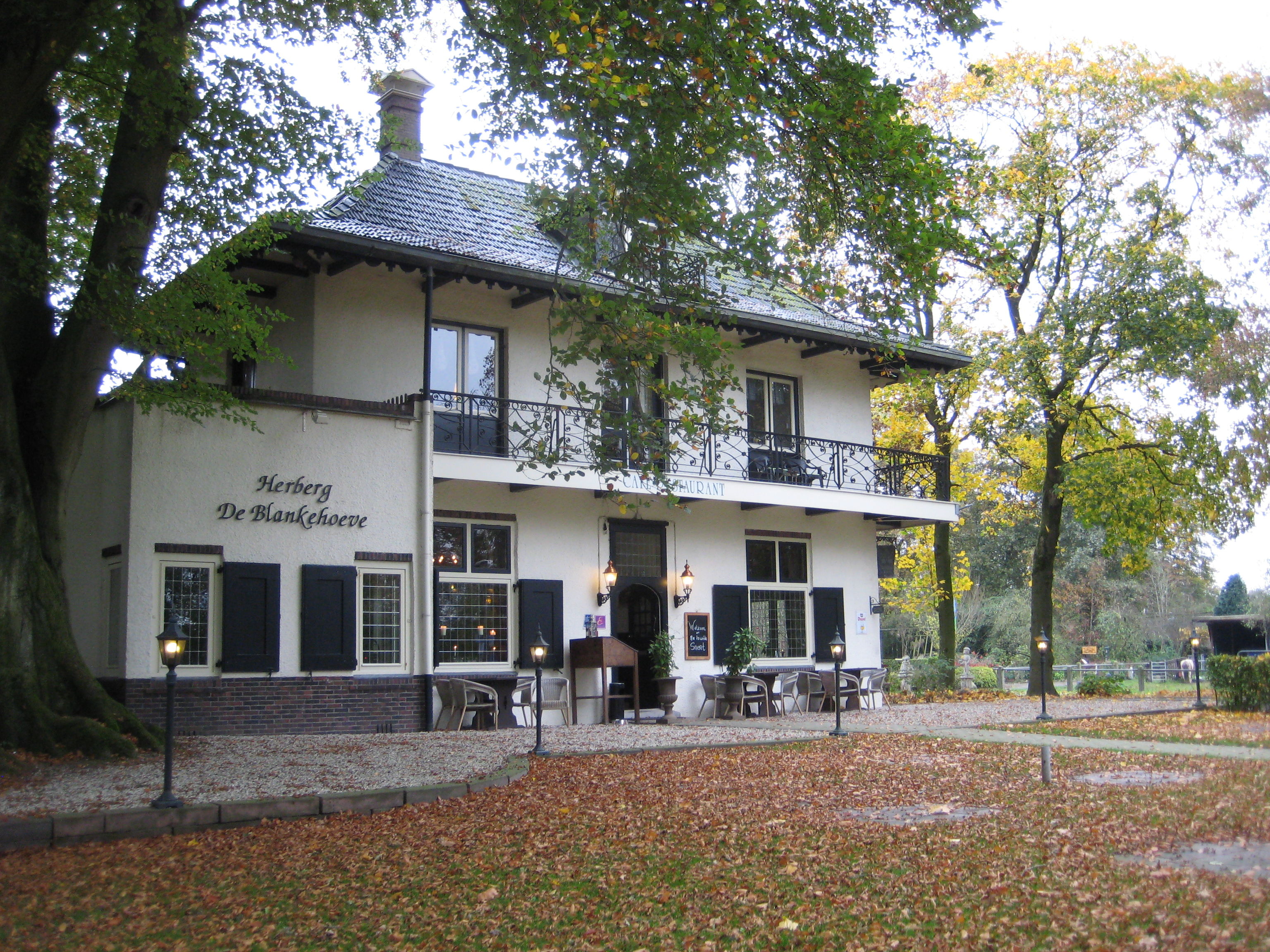
Herberg De Blankehoeve

In 1849 kocht de rijke Groninger jonkheer Oncko Queryn van Swinderen voor 400 gulden een stuk heideveld met de naam 'Plaggeveld' aan de weg ten zuiden van de genoemde vermoedelijke plek van Blankeweer. Het jaar erop liet hij hier Huize Blankeweer  bouwen (Beslotenveenseweg 2). Dit huis was opgetrokken in een mediterrane stijl en had een daarbij passende smeedijzeren balustrade. Vroeger stonden er gietijzeren bankjes op de balustrade en beelden in de tuin. Deze werden bij de boedelverkoop van de (toenmalige bewoners) familie Mellema in 1958 overgebracht naar het Nederlands Openluchtmuseum in Arnhem. Het huis had een windwijzer die binnenshuis met een andere windwijzer was verbonden zodat de bewoners vanuit hun bed de windrichting konden zien. in de tuin werd een beuk geplant, die er nog steeds staat.
Rond 1873 verhuurde Van Swinderen het huis voor 200 gulden per jaar aan de Groninger tabaks- en sigarenhandelaar Ipojé Kranenburg, de eigenaar van tabaks- en sigarenfabriek 'De Groninger Vlag', die het tot 1907 gebruikte als zomerverblijf. Van 1910 tot 1920 werd het huis door Van Swinderen verhuurd aan de uit Frankrijk afkomstige Felix Céleste Tanchette en zijn vrouw. In 1934 werden het het huis en de erbij behorende sterk versnipperde gronden door de erven Van Swinderen in delen verkocht. Het huis kwam in handen van Geert Reinders Abbring, die het huis direct na aankoop sterk verbouwde. Daarbij werd de bestaande houten serre afgebroken en vervangen door een achthoekige stenen uitbouw. In de voorgevel werd een deur gemaakt en de ramen werden ingekort. De jaloezieluiken werden vervangen door dichte luiken en ten slotte werd het rieten dak vervangen door een pannendak. In 1942 werd het huis onderhands verkocht aan paardenliefhebber J.(?) W.(?) Mellema, die het huis in 1942 en 1948 liet verbouwen. Tussentijds werd het in de Tweede Wereldoorlog gevorderd door de Duitsers.
In 1957 kwam Mellema terecht in een rechtszaak en werd beslag gelegd op het huis. Pogingen om het huis dat jaar te verkopen mislukten. In 1958 werd het Algemeen Welzijnsfonds (Algemeen Welzijnsfonds voor geestelijk en lichamelijk misdeelden) opgericht voor de verzorging van verstandelijk beperkte meisjes en vrouwen tussen de 18 en 45. Directeur Jan Gerrit Willem Schröder kwam erachter dat er beslag op het pand was gelegd en wist de beslaglegger zover te krijgen dat het Algemeen Welzijnsfonds het pand mocht huren. Hij liet Mellema en zijn vrouw er nog een tijd wonen tot ze een nieuw huis hadden gevonden. Vervolgens wist hij een hypotheek te krijgen voor het pand. Deze aankoop ging echter wel gepaard met veel tegenwerking van verschillende officiële instanties. Na een grondige renovatie, waarbij onder andere de paardenstallen werden afgebroken en de woonkamer werd verdubbeld in oppervlakte, werden er 18 vrouwen opgevangen. Het was de eerste woongemeenschap in Nederland waar zowel lichamelijk als geestelijk gehandicapten van alle gezindten konden worden opgevangen. Het complex kreeg de naam Huize Blankeweer. In 1960 werd er ook een dagverblijf geopend met de naam 'De Groninger Werkkamer', waar de meisjes en vrouwen handenarbeid konden verrichten. In 1966 werd het pand nogmaals verbouwd. Intussen ging het Algemeen Welzijnsfonds in 1973 op in de Noordelijke Stichting Voorzieningen Geestelijk Gehandicapten, die in 1975 ook het pand kocht en het flink uitbreidde aan achterzijde om vanaf die tijd naast vrouwen ook mannen te kunnen opvangen. Het aantal plekken steeg toen naar 24. In 1981 werd er nog een vrijstaande berging bijgebouwd. In 1985 werd de schuur deels gewijzigd en in 1988 werd een dierenverblijf ingericht. In 1993 wijzigde de Noordelijke Stichting Voorzieningen Geestelijk Gehandicapten haar in Novo.
In 1996 verkocht de Novo het pand aan twee Brabantse horeca-exploitanten die eerder Abrahams Mosterdmakerij in Eenrum bestierden. Zij verbouwden het pand tot een hotel, dat in 1997 werd geopend. Daartoe werd er onder andere een serre aangebouwd en werden 16 hotelkamers ingericht. Omdat het toen nog bestaande café al de naam Blankeweer droeg, kreeg het nieuwe hotel de enigszins on-Groningse naam herberg "De Blankehoeve": In Groningen zou men van een heerd spreken in plaats van een hoeve. Het pand is aangewezen als gemeentelijk monument.
Voor het gebouw stond lange tijd een beuk die was geplant bij de bouw van het huis. In deze beuk waren de namen van Duitse soldaten ingekerfd die hier verbleven tijdens de Tweede Wereldoorlog. In 2015 werd de beuk omgezaagd.

## Café
In 1856 werd ongeveer 500 meter ten westen van de eerder genoemde herberg aan een scherpe hoek van de Zuidlaarderweg (nr. 45) nog een herberg Blankeweer gebouwd. Deze lag zo ongeveer midden in de weg, die later wel wat werd verlegd. In 1882 werd een doorrit aangebouwd. Tussen 1892 en 1918 liep de paardentram van de Tramweg-Maatschappij Zuidlaren – Groningen langs Blankeweer. Tussentijds brandde het café af, maar werd vervolgens herbouwd. In 1950 werd het café verbouwd onder architectuur van H. Primé. De Zuidlaarderweg maakt (net als de vroegere paardentram) ter plekke een zeer haakse bocht, wat er in 1928 toe leidde dat een bestuurder die de bocht verkeerd had ingeschat, met zijn auto de gelagkamer binnenreed. In 1999 of 2002 werd het café afgebroken en verrees er iets verder van de weg een nieuwe villa, waarin de naam Blankeweer bij de bouw is ingemetseld.

## Tol
Na de verharding van de Zuidlaarderweg met verbrijzelde keien in 1848 opdracht van generaal majoor Johan Jacob Anton Ardesch, jonkheer Paul Antoine Guillaume de Milly (burgemeester van Zuidlaren), arts Bernardus Willem van de Sande Slot en Louis van Heiden Reinestein, (CvK van Groningen en burgemeester van Zuidlaren), werd er op de hoek van de Vogelzangsteeg met de Hoge Hereweg en de Zuidlaarderweg een tol ingesteld, die in 1881 overging naar de Zuidlaarder Straatweg Maatschappij. In 1941 werd de tol opgeheven. De tol bevond zich voor De Kleine Poll en Vogelzang. Het tolhuis staat er nog (Vogelzangsteeg 14).